# Sergenterie de Carentan
La sergenterie de Carentan est une ancienne circonscription administrative de la Manche qui comprenait les élections de Carentan et de Saint-Lô faisant elles-mêmes partie de la généralité de Caen.

## Compositions
Elle comprenait la ville de Carentan et ses faubourgs, ainsi que 13 paroisses :
1. Auville.
2. Beuzeville-sur-le-Vey.
3. Brévands.
4. Catz.
5. Graignes, ancienne paroisse puis commune réunie au Mesnil-Angot sous le nom de  Graignes-Mesnil-Angot en 2007.
6. Le Mesnil-Angot, ancienne paroisse puis commune réunie à Graignes sous le nom de Graignes-Mesnil-Angot en 2007.
7. Le Mesnil-Véneron.
8. Montmartin.
9. Saint-Aubin-de-Losque, ancienne paroisse puis commune réunie à Saint-Martin-des-Champs sous le nom des Champs-de-Losque.
10. Saint-Hilaire.
11. Saint-Martin-des-Champs, ancienne paroisse puis commune réunie à Saint-Aubin-de-Losque sous le nom des Champs-de-Losque.
12. Saint-Pellerin.
13. Tribehou.